# ديف كامب
ديف كامب (بالإنجليزية: Dave Camp )‏ (و. 1953  م) هو سياسي، ومحامي، وأجير أمريكي، ولد في ميدلاند، هو عضوٌ في الحزب الجمهوري.

## مناصب
تولى منصب عضو مجلس النواب الأمريكي (3 يناير 2013–3 يناير 2015)
- عضو مجلس النواب الأمريكي (5 يناير 2011–3 يناير 2013)[2]
- عضو مجلس النواب الأمريكي (6 يناير 2009–3 يناير 2011)[2]
- عضو مجلس النواب الأمريكي (4 يناير 2007–3 يناير 2009)[2]
- عضو مجلس النواب الأمريكي (4 يناير 2005–3 يناير 2007)[2]
- عضو مجلس النواب الأمريكي (7 يناير 2003–3 يناير 2005)[2]
- عضو مجلس النواب الأمريكي (3 يناير 2001–3 يناير 2003)[2]
- عضو مجلس النواب الأمريكي (6 يناير 1999–3 يناير 2001)[2]
- عضو مجلس النواب الأمريكي (7 يناير 1997–3 يناير 1999)[2]
- عضو مجلس النواب الأمريكي (4 يناير 1995–3 يناير 1997)[2]
- عضو مجلس النواب الأمريكي (5 يناير 1993–3 يناير 1995)[2]
- عضو مجلس النواب الأمريكي (3 يناير 1991–3 يناير 2015)[2]
- عضو مجلس النواب الأمريكي (3 يناير 1991–3 يناير 1993)[2]
- مجلس نواب ميشيغان (1989–1990)[2]
- معاون  [لغات أخرى]‏ (1980–1984)[2]
- مدير.[2]

## التعليم
تعلم في University of San Diego School of Law ‏، وتحصل منها على دكتوراه في القانون (حتى 1978)، وAlbion College ‏، وتحصل منها على بكالوريوس في الفنون (حتى 1975)، وجامعة ساسكس (1973–1974)، ومدرسة ثانوية (حتى 1971).